# Хокејашка лига Србије 2023/24.
Хокејашка лига Србије 2023/24. је осамнаесто такмичење које се одржало под овим именом од стране Савеза хокеја на леду Србије. Као и прошле сезоне такмичила су се два клуба.
Оба клуба такмичила су се у ИХЛ лиги, а затим су се као и претходне године клубови састали у финалу домаћег првенства. За разлику од прошле сезоне, Црвена звезда је постала првак без одигране утакмице.

## Клубови
| Клуб            | Град            | Арена                 | Капацитет       | Основан         |
| Активни клубови | Активни клубови | Активни клубови       | Активни клубови | Активни клубови |
| --------------- | --------------- | --------------------- | --------------- | --------------- |
| Војводина       | Нови Сад        | СПЕНС                 | 1.000           | 1957            |
| Црвена звезда   | Београд         | Ледена дворана Пионир | 2.000           | 1946            |

## Финале
Црвена звезда је тражила да се због финалне серије ИХЛ-а између Црвене звезде и Триглава одложи меч Црвене звезде са Војводином, али је Савез то одбио. Због тога је на првом мечу у Новом Саду изашла само екипа Војводине и утакмица је решена службеним резултатом. Истом мером су узвратили и Новосађани који нису хтели да дођу на меч у Београд који се требао одиграти након што је финале ИХЛ-а завршено. Војводина је одбила да игра и одлучујућу утакмицу па је Звезда постала првак.
| Првак Хокејашке лиге Србије 2023/24. |
| ------------------------------------ |
| СКХЛ Црвена звезда 6. титула.        |